# Anzob
Anzob (tadż. ағбаи Анзоб, agbai Anzob) – przełęcz w Górach Hisarskich, w zachodnim Tadżykistanie. Znajduje się na wysokości 3372 m n.p.m. Przez przełęcz biegnie droga samochodowa łącząca Taszkent z Duszanbe, która na północ od przełęczy przebiega stosunkowo łagodnie doliną rzeki Anzob, natomiast na południu stromo opada serpentynami ku dolinie rzeki Warzob. Droga jest zamykana w okresie od grudnia do czerwca z powodu zasp śnieżnych i lawin.